# 大宮季衡
大宮 季衡（おおみや すえひら）は、鎌倉時代後期の公卿。左大臣・西園寺公衡の長男、母は藤原光保女。官位は従一位・右大臣。

## 経歴
侍従、左近衛少将、上野介、播磨介等を経て延慶元年（1308年）に従三位に叙せられ、公卿に列する。延慶2年（1309年）に正三位・左近衛中将。延慶3年（1310年）には従二位・参議、まもなく権中納言。正和2年（1312年）には正二位、文保2年（1318年）には権大納言となる。
さらに妹・西園寺寧子の産んだ量仁親王が後醍醐天皇の皇太子となった嘉暦元年（1326年）には大納言となり、元徳2年（1330年）には従一位。量仁親王が即位（光厳天皇）した翌元徳3年（1331年）には天皇の外叔父として内大臣、次いで正慶元年（1332年）には右大臣となる。官位・官職共に異母弟の実衡を越すが、まもなく鎌倉幕府滅亡直前の正慶2年（1333年）3月に出家した。法名は空勝。

## 系譜
- 父：西園寺公衡
- 母：藤原兼子(藤原光保女)
- 妻：久我通雄女
  - 長男：大宮氏衡
  - 次男：大宮公名
  - 男子：寛覚
  - 女子：関白・九条道教北政所
  - 女子：三条公忠室

大宮家自体は孫の実尚の代で一時断絶（江戸時代に再興）したが、女系を通して甲斐武田氏や伏見宮を始めとする旧宮家、越前松平家等に血統が伝えられた。
- 大宮季衡―娘(三条公忠室)―三条実冬―三条公冬―三条実量―三条公敦―三条実香―三条公頼―三条の方（武田晴信正室）―海野信親―（高家武田家）

- 大宮季衡―（5代略）―三条実香―三条香子（貞敦親王御息所）―邦輔親王―（以後歴代伏見宮及び各支流宮家当主）

- 大宮季衡―（7代略）―邦輔親王―（3代略）―邦永親王―岩姫（松平宣維正室）―松平宗衍―五百姫（稲葉正諶室）―娘（大岡忠固室）―娘（酒井忠良正室）―酒井忠匡―（以後左衛門尉酒井家分家各当主）